# Cistothorus apolinari
Cistothorus apolinari е вид птица от семейство Troglodytidae. Видът е застрашен от изчезване.

## Разпространение
Видът е разпространен в Колумбия.